# Йоан II Скопски
Йоан (на гръцки: Ιωάννης) е православен духовник, скопски митрополит в средата на XIV век.

## Биография
Когато в 1346 година Стефан Душан се обявява за цар на „Цар и самодържец на сърби и гърци“, Йоан заема катедрата в Скопие. Душан провъзгласява Скопие за своя първопрестолна митрополия и Йоан става пръв първопрестолен епископ със седалище манастира „Света Богородица Троеручица“. Митрополит Йоан е известен и по една плащаница, която той дарява на манастира „Света Богородица Троеручица“, и която след пълното му разрушение от турците в 1392 година, е дарена на Хилендар.